# Canada Steamship Lines
Pour les articles homonymes, voir CSL.
Canadian Steamship Lines (CSL) est une entreprise navale canadienne qui est basée à Montréal.

## Histoire
Cette entreprise fut fondée en 1845 au Canada-Est. James Hamet Dunn (en) l'achète en 1951 et elle prend de l'envergure en 1913 après sa fusion à la Richelieu and Ontario Navigation Company et d'autres compagnies navales plus petites. CSL disposait ainsi d'un quasi-monopole sur le Saint-Laurent et les Grands Lacs. En 1921, elle possède 50 navires marchands - dont certains allaient jusqu'à Liverpool - et 22 navires à passagers faisant la navette entre les principaux ports du centre et de l'est du Canada ou encore offrant des croisières de luxe. 

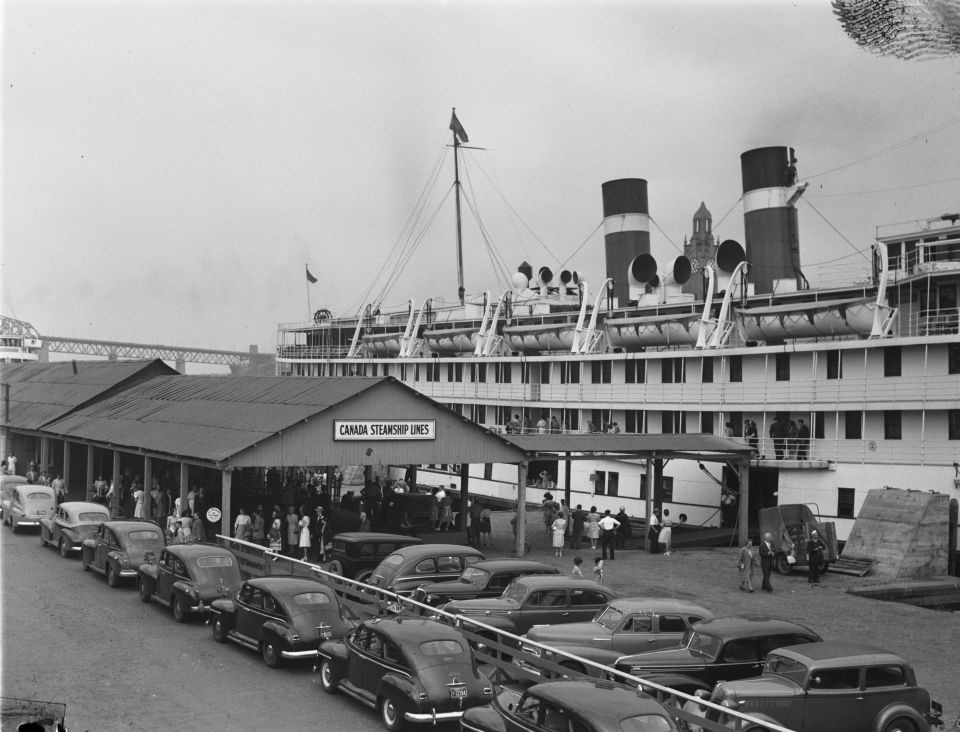
Le Tadoussac au port de Montréal en 1947

Dès lors, l'entreprise est propriétaire du Manoir Richelieu et de l'hôtel Tadoussac, mais connaît aussi des difficultés financières. En retour d'un investissement censé remettre l'entreprise à flot, le New-yorkais William H. Coverdale est installé à la tête de l'entreprise en 1922, après quoi elle a commencé à redevenir rentable. Ses profits n'ont par la suite que chuté durant la Grande Dépression pour ensuite reprendre au début de la Seconde Guerre mondiale en 1939. Àfin de maintenir la lucrativité de ses activités après 1945, l'entreprise acquiert des chantiers navals en Ontario et au Québec et développe son segment hôtelier en complémentarité de sa flotte de navires à passagers. Pour développer son segment touristique, la CSL crée l'image d'un Québec comme lieu romantique, habité par une population charmante ayant conservé plusieurs coutumes de l'Ancien Monde. À cet effet, l'entreprise enjoint au folkloriste Marius Barbeau de rédiger The kingdom of Saguenay (1936) et dépeignant l'habitant du Saguenay en fonction du regard touristique. Coverdale, grand partisan du segment de la villégiature au sein de l’entreprise, au grand dam du conseil d'administration, a entre autres réalisé des alliances avec des compagnies ferroviaires en plus de doter ses hôtels de collections d'art dignes de musées.
Toutefois, la compétition faite par l'avion et l'automobile ainsi que le développement du tourisme de masse poussera CSL à cesser d'offrir des croisières de luxe en 1965 et à se concentrer sur la transport des marchandises. Power Corporation prendra contrôle de l'entreprise en 1975 et en 1986, pour 186 millions de dollars, elle devient la propriété Paul Martin. Lorsqu'il devient premier ministre du Canada, il est accusé par le Bloc québécois de l'opérer depuis des paradis fiscaux. Il la cède à ses fils en 2004 pour réduire les attaques politiques.[réf. nécessaire]

### Prix du Saint-Laurent 2012
Canada Steamship Lines remporte le Prix du Saint-Laurent en 2012 pour souligner son engagement envers le développement durable, grâce notamment à son investissement dans l’acquisition de six nouveaux vraquiers des Grands Lacs écologiques.

## Galerie

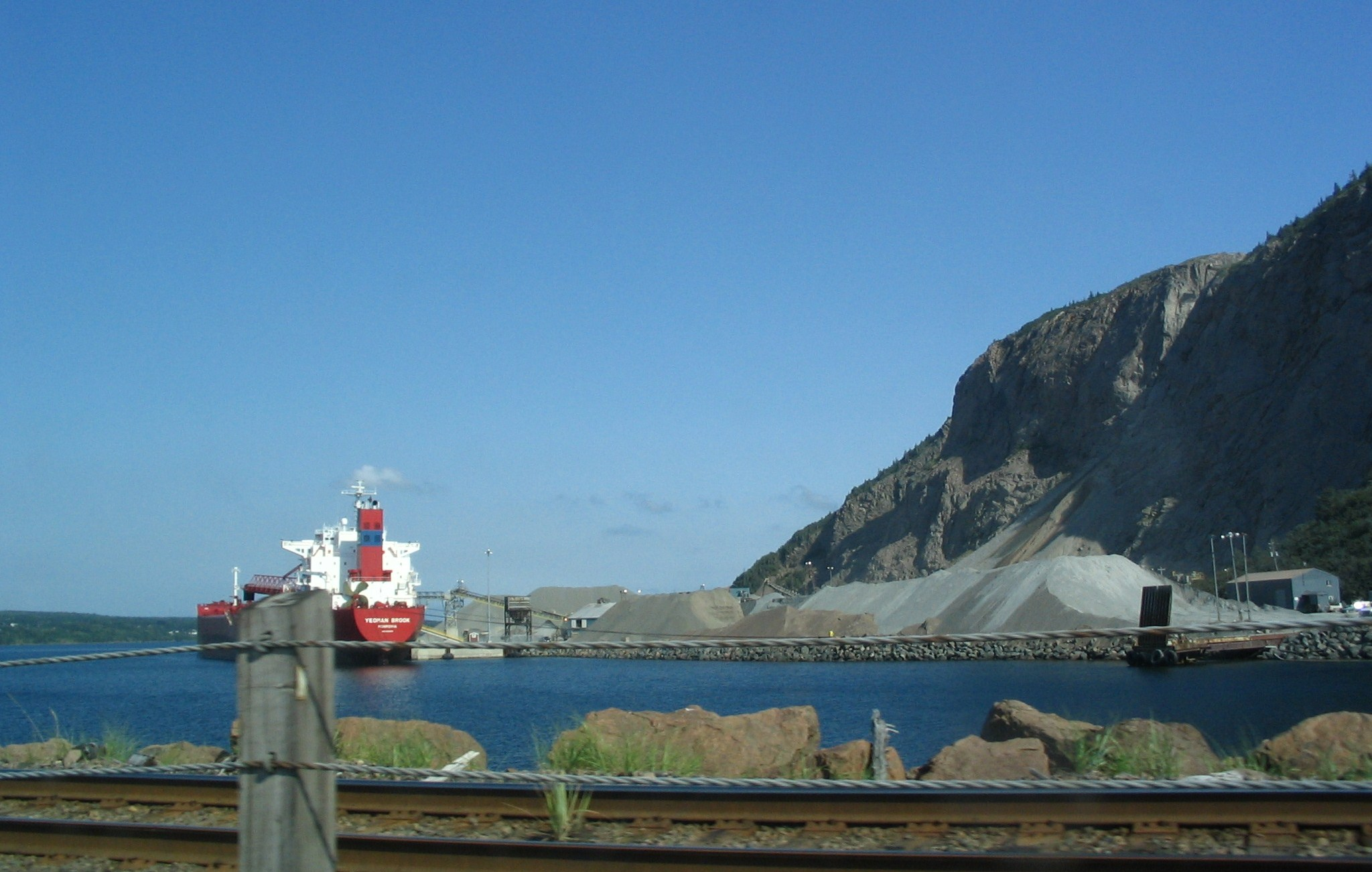
Un navire de CSL, chargeant du minerai, en Nouvelle-Écosse
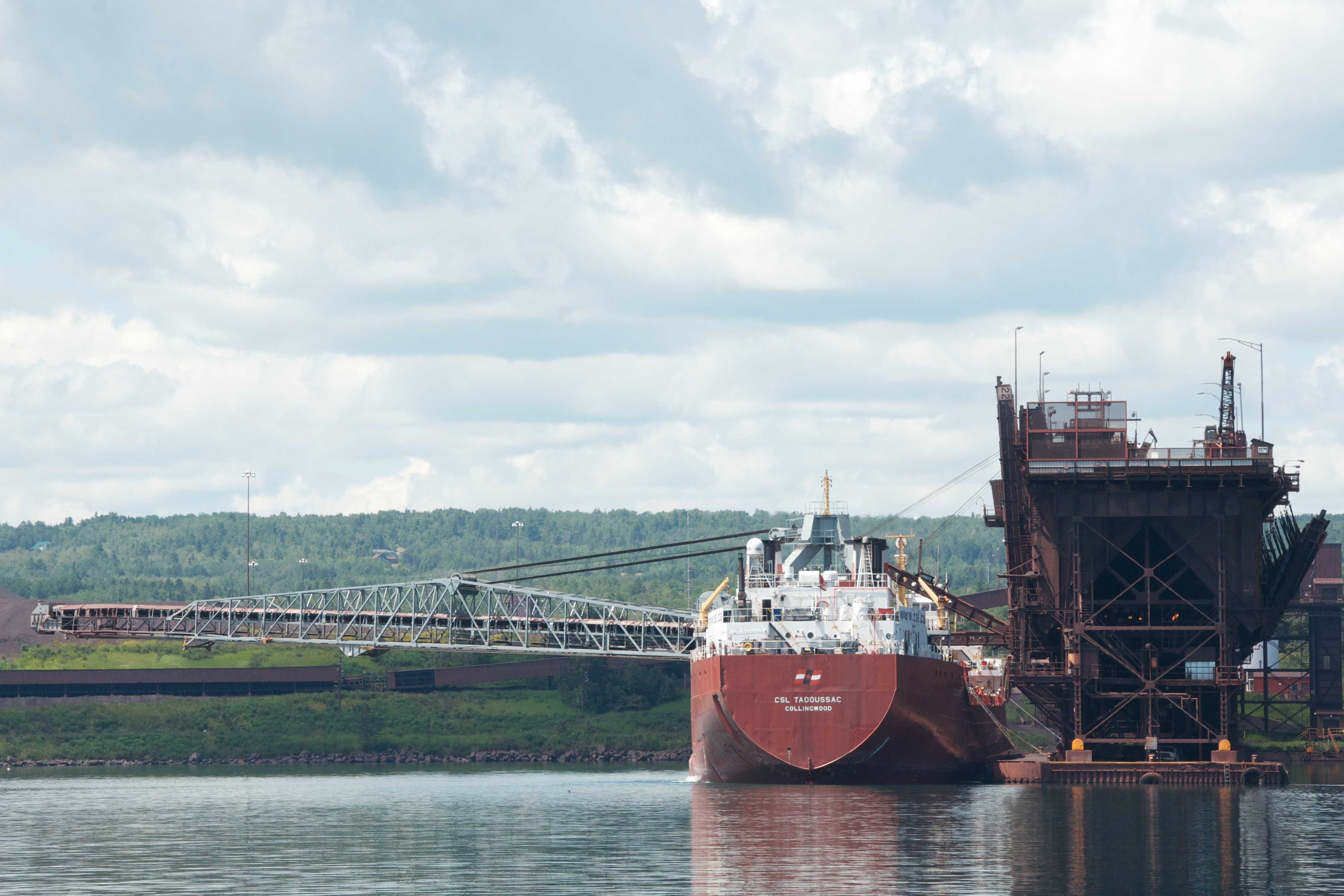
Le navire CSL Tadoussac à Two Harbors (Minnesota)
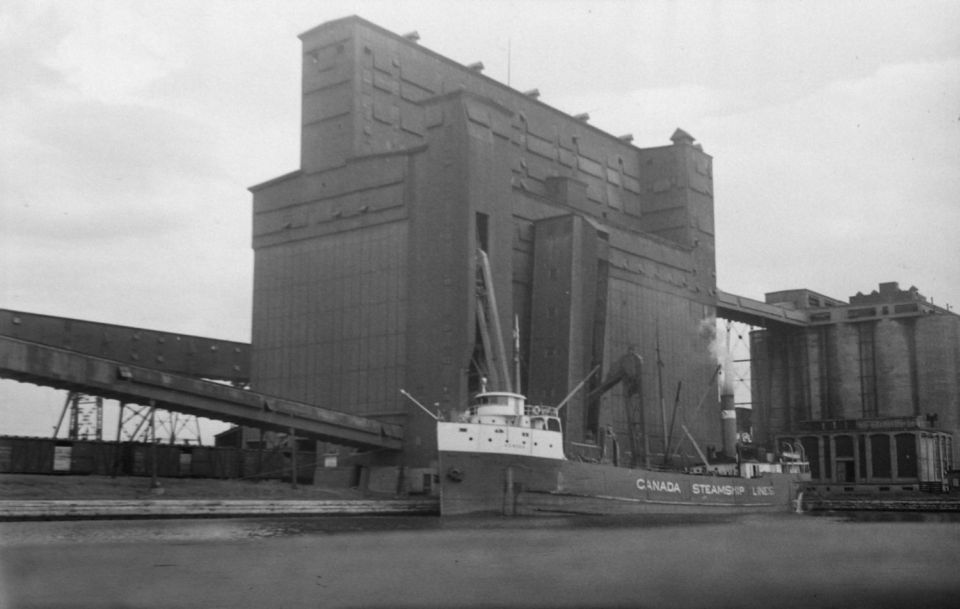
Le cargo «Kenora» des «Canada Steamship Lines» qui bordent le canal de Lachine à Montréal